# Nhà máy điện hạt nhân Takahama
Nhà máy điện hạt nhân Takahama (高浜原子力発電所 Takahama genshiryoku hatsudensho) là nhà máy điện hạt nhân nằm ở thị trấn Takahama, tỉnh Fukui, Nhật Bản. Nhà máy bắt đầu thi công vào năm 1970 và vận hành vào năm 1974. Nhà máy thuộc quyền quản lý và vận hành bởi Kansai Electric Power Company